# Lex Aelia Sentia
Die Lex Aelia Sentia war ein frühklassisches, 4 n. Chr. im antiken Rom erlassenes Gesetz. Überliefert ist der Gesetzesinhalt hauptsächlich durch die gaianischen Institutionen, auch gibt die Epigraphik Aufschluss über die Bestimmungen.
Das Gesetz wurde auf Hinwirken durch Kaiser Augustus vom concilium plebis verabschiedet und brachte ebenso wie die fünf Jahre früher verabschiedete lex Fufia Caninia diverse Beschränkungen für die Freilassung von Sklaven (manumissio). Sie beschränkte den Bürgerrechtserwerb Freigelassener und erklärte bösgläubige Freilassungen für nichtig. Mit der lex Aelia Sentia wurde zudem die so genannte accusatio ingrati liberti eingeführt, eine sonst nicht näher bekannte Form der Anklage von Freilassern gegen ihre ehemaligen Sklaven.